# Real Club Náutico de Sangenjo
El Real Club Náutico de Sangenjo es un club náutico ubicado en Sangenjo, Galicia (España). Su presidente es Pedro Campos Calvo-Sotelo. Cuenta en la actualidad con cerca de 1.100 socios. 

## Historia
Se fundó el 8 de junio de 1951 para promocionar todas las posibilidades turísticas y deportivas que ofrece la ría de Pontevedra. El 25 de julio de 1961 se inauguraron sus instalaciones en el puerto pesquero. Entre sus 197 socios fundadores se encontraban Manolo Morán y Julio Palacios.

## Actividad deportiva
Ha organizado el Campeonato de España de la clase Vaurien en 1984, 2001 y 2002; y el de la clase Cadet en 2002. El 5 de noviembre de 2005 organizó la regata costera previa a la salida de la Volvo Ocean Race 2005-06.